# Supercoupe de France de football 1949
Navigation
Édition suivante
La Supercoupe de France 1949 est un match officiel qui opposa le champion de France au vainqueur de la Coupe de France, principe repris par l'actuel Trophée des champions. Disputée le 6 juin 1949 au Stade Yves-du-Manoir à Colombes en France devant 8 025 spectateurs, la rencontre est remportée par le Stade de Reims contre le RC Paris sur le score de 4-3, 1-1 à la mi-temps. L'arbitre de la rencontre est M. Lieuze.

## Participants
La rencontre oppose le Stade de Reims au RC Paris. Les Rémois participent à cette rencontre au titre de leur victoire dans le championnat de France de football 1948-1949 devant le Lille OSC, l'Olympique de Marseille, le Stade rennais et le FC Sochaux. Le RC Paris se classe 6e sur 18 équipes. Les Parisiens prennent part à cette confrontation grâce à leur victoire dans la Coupe de France de football 1948-1949 en battant le Lille OSC sur le score de 5 buts à 2 en finale.

## Feuille de match
| 6 juin 1949 | Stade de Reims                                  | 4 - 3   | RC Paris                   | Stade Yves-du-Manoir, Colombes            |                                           |
|             | Flamion 27e 48e · P. Sinibaldi 47e · Prouff 80e | (1 - 1) | 42e Gabet · 64e 83e Moreel | Spectateurs : 8 025 Arbitrage : M. Lieuze | Spectateurs : 8 025 Arbitrage : M. Lieuze |